# Херсон у російсько-українській війні
За Херсон, обласний центр на півдні України із населенням у 279 тисяч мешканців, у 2022 році тривали бої між українськими та російськими військами.

## Перебіг подій

### Евакуація
26 лютого о 17:00 почалася евакуація мирних жителів з Антонівки.
27 лютого до Херсона евакуйовано дитячий будинок з Антонівки. Антонівка на той час залишилася без газу, електрики та води.
1 березня Херсоном просувалася окупаційна техніка, були випадки взяття цивільних заручниками. Удень російські снаряди влучили у два дев'ятиповерхових житлових будинки, в результаті було зруйновано квартири на 2 і 3 поверхах. В одному з будинків сталася пожежа, за попередніми даними постраждало 4 людини. Влада намагалася погасити пожежі, які виникли, о 17:00 російський БТР обстріляв автоцистерну рятувальників, які гасили пожежу в ТРЦ «Фабрика»; постраждалих не було. У місті було зафіксовано випадки мародерства.
2 березня зранку кілька вибухів пролунали в районі аеропорту Херсона. За словами голови Херсонської ОДА Геннадія Лагути, місто було повністю оточене ворогом, горіла будівля СБУ, окупанти займалися мародерством в аптеках та магазинах. Мер міста Ігор Колихаєв написав у фейсбуці «Ми все ще Україна» та закликав російських військових організувати «зелений коридор» для вивезення з міста поранених, евакуації мешканців та підвезення ліків та продовольства.
Протягом 1-2 березня, за попередніми оцінками влади, в місті загинуло щонайменше 30 мирних жителів.

### Окупація
3 березня увечері росіяни захопили Херсонську телевежу, у місті не працювало кабельне телебачення. Повідомлялося, що російські окупанти завозили до міста автобусами людей із РФ — аби ті на мітингу проголосували за приєднання до окупованого Криму.
4 березня окупанти розпочали трансляцію 24 російських телеканалів та трьох російських радіоканалів через приставку Т2. У місті працював лише один телеканал, що транслював всеукраїнський марафон: UA:Херсон. Інші регіональні канали в області не працювали. Аналогічна ситуація у інших районах області. Херсонська ОДА повідомила, що окупанти відключили операторів Київстар та Vodafone по всій області. До міста заїхали російські вантажівки з «гуманітарною допомогою», люди на центральній площі зустріли їх гаслами обурення. Натомість магазини безкоштовно роздавали людям залишки продуктів, що лишились на складах. У місті також планувалося провести проросійський мітинг за створення так званої «Херсонської народної республіки» та приєднання регіону до Росії. Всупереч проросійським провокаціям вийшли патріоти з українськими прапорами і зірвали цей мітинг.
5 березня кілька тисяч мешканців Херсона вийшли на центральну площу Херсона на протест проти російської окупації. Російські окупанти відкрили вогонь у повітря, об 11:30 російські військові залишили центр міста.
6 березня жителі Херсона знову вийшли на вулиці з українськими прапорами, влаштувавши кількатисячний мітинг проти російських окупантів. Вони скандували гасла проти армії Путіна і співали гімн України. Зазначається, що звуки гімну, який виконував трубач, лунали з балкона на всю площу Свободи. Крім того, водії також підтримували протестувальників автомобільними гудками. Оператор мобільного зв'язку Vodafone Україна відновив зв'язок у Херсоні.
8 березня у Антонівці та Зеленівці працівники Херсонгазу відремонтували газову мережу.
13 березня міський голова Скадовська Олександр Яковлєв повідомив, що в місті «немає окупаційних військ», проте російські війська згодом знову увійшли до міста, розмістившись в одному з літніх дитячих таборів на околиці міста.
14 березня російські війська обстріляли село Високопілля на Херсонщині, прокуратура області відкрила кримінальне провадження. У Білозерці російські окупанти стріляниною розганяють протестувальників, що перегороджують шлях їхній колоні.
31 березня росіяни почали підготовку до псевдореферендуму для створення маріонеткового утворення чи приєднання до РФ.
22 квітня внаслідок артилерійського обстрілу російськими військовими села Нова Зоря снаряд потрапив до будинку місцевого жителя. Було вбито 16-річного підлітка та чоловіка. Тяжкі поранення отримав ще один мешканець. З цього приводу обласна прокуратура розслідує справу про порушення законів війни.
25 квітня ввечері мер міста Ігор Колихаєв заявив, що російські військові захопили Херсонську міську раду. Із будівлі було знято прапор України. Військові РФ відібрали в охорони ключі від будівлі й намагалися дізнатися, о котрій годині зазвичай починається робочий день. Меру та співробітникам міськради дали можливість поїхати додому.
Ввечері 27 квітня в місті біля телевежі прогриміли вибухи. Російські телеканали перестали працювати.
28 квітня з'явилася інформація, що окупанти хочуть в Херсонській області ввести рублі.
Станом на 9 травня 2022 року із Херсона виїхало 45 % жителів, і 20 % з області.
9 червня ОК «Південь» повідомило, що російські окупанти почали перевозити свої сім'ї та власні речі до міста.
15 червня окупаційні війська відновили роботу Херсонського морського порту, яка була призупинена після початку окупації.
18 червня невідомі намагалися ліквідувати Євгена Соболєва, начальника 90-ї виправної колонії та колаборанта.
20 червня 2022 року херсонські партизани розстріляли окупантів у закладі під час вечері.
24 червня у Херсоні підірвали автомобіль з «головою» управління сім'ї, молоді та спорту окупаційної ВЦА Дмитром Савлученком. Колаборант загинув.
28 червня стало відомо, що російські окупанти відкрили в місті та області пункти видачі російських паспортів.
6 липня Сергій Хлань повідомив про знищення російських складів у районі залізничного вокзалу.
30 вересня росіяни та їхній колаборант Кирило Стремоусов повідомили про загибель у Херсоні Олексія Катериничева, так званого «заступника голови ВЦА» та колишнього ФСБівця.

### Визволення міста

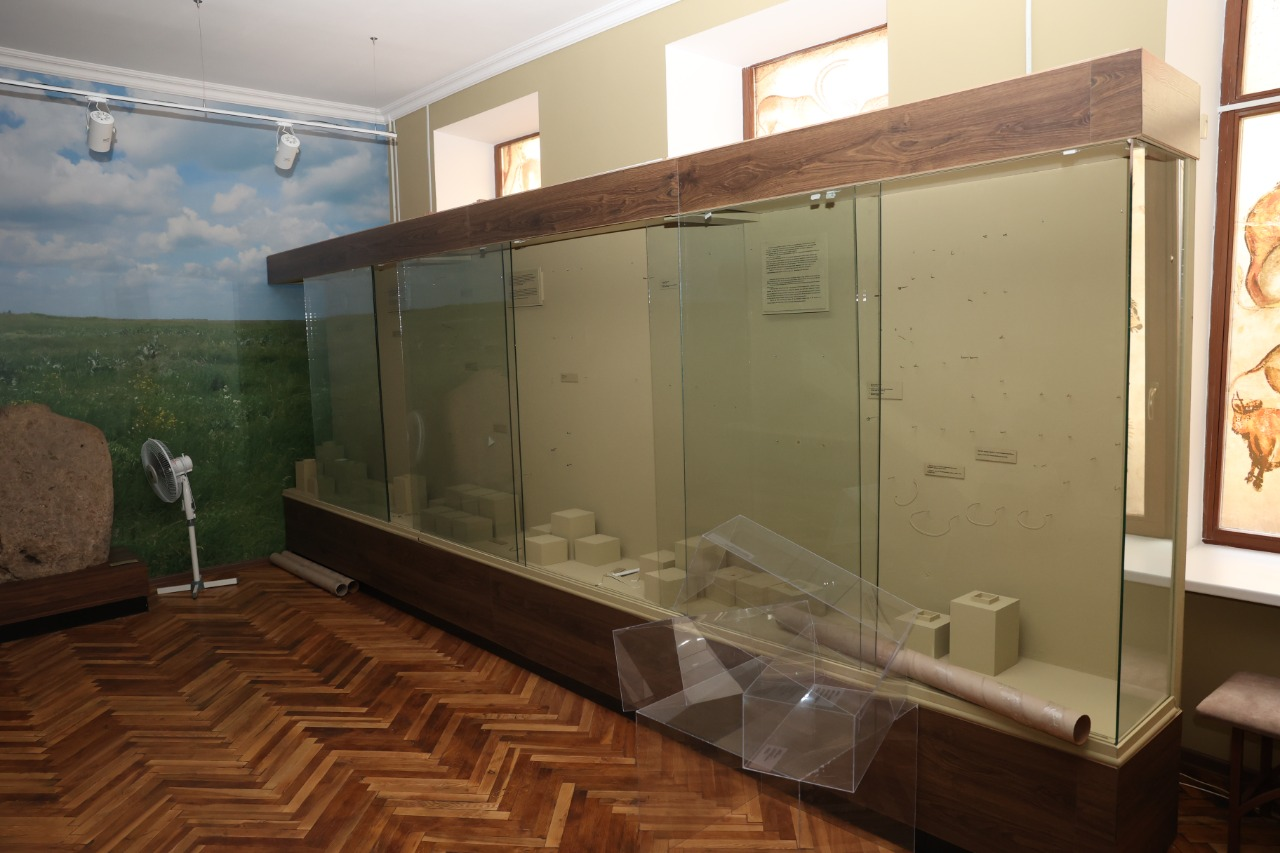
Пограбований краєзнавчий музей

Від початку листопада 2022 року російській окупаційні війська розпочали підготовку до відступу. 3 листопада з будівлі Херсонської обладміністрації було прибрано окупаційний прапор, та блок-пости поблизу. Готуючись до втечі, окупанти розграбували Херсонський художній музей та Херсонський краєзнавчий музей, зоопарк та комунальне майно. Награбоване буле вивезено на окупований Кримський півострів.
На 11 листопада росіяни вийшли з міста.
На 12 листопада місто було повністю заміновано: включаючи будівлю ОВА і Міськводоканалу. У місті не було води і світла, мобільний зв'язок більшості операторів не працював. Керівництво області повернулося лише на третій день зі звільнення міста, проходило розмінування міських будівель. У Херсон повернулися деякі представники ОВА, поліції та Служби безпеки України, почалось розмінування міста і відновлення мирного життя.[відсутнє в джерелі] В місті запрацювали українське телебачення та радіо.
13 листопада у Херсоні відновили мобільний зв'язок.
15 листопада мер Києва Віталій Кличко надав м. Херсону машини швидкої допомоги і тролейбуси, машини технічного транспорту, фінансову допомогу.[джерело?]
Станом на кінець 2022 року в місті залишилось до 20 % від довоєнної кількості мешканців, тобто, близько 60-70 тисяч чоловік.